# Marija Gromova
Marija Igorevna Gromova (in russo Мария Игоревна Громова?; Mosca, 20 luglio 1984) è una sincronetta russa.

## Palmarès

### Olimpiadi
- 3 medaglie:
  - 3 ori (Atene 2004 a squadre; Pechino 2008 a squadre; Londra 2012 a squadre)

### Mondiali
- 3 medaglie:
  - 3 ori (Shanghai 2011 a squadre programma tecnico; Shanghai 2011 a squadre programma libero; Shanghai 2011 nel combinato libero)